# 群聚效應
群聚效應 (Critical mass)是一個社會動力學的名詞，用來描述在一個社會系統裡，某件事情的存在已達至一個足夠的動量，使它能夠自我維持，並為往後的成長提供動力。
以一個大城市作一個簡單例子：若有一個人停下來抬頭往天望，沒有人會理會他，其他路過的人會照舊繼續他們要做的事情。如果有三個人停了下來抬頭望天，可能會有多幾個人會停下來看看他們在做甚麼，但很快又會去繼續他們原來的事。但假若當街上抬頭向天望的群眾增加至5到7人，這時，其他人可能亦會好奇地加入，看看他們到底在做甚麼。這個令群眾行為轉變的數量，又叫作「臨界量」或「轉捩點」。
「臨界量」或「轉捩點」可受到社會因素影響，而這些因素很可能是：人數、關連度、社會內的溝通程度或其次文化。另外，針對有關公眾倡導(Public advocacy)亦與臨界量相關。在政治圈裡，臨界量可能與大多數的共識相關，使社會中最有效的位置一般都被社會中的大眾所佔有。在這情況下，大眾共識的細微轉變，有可能會令政治共識出現快速的轉變，因為政治上的爭論所依靠的工具，其效率與大多數的意見相關連。

## 參看
- 從眾效應 或 羊群心理
- 正面回饋
- 聚集經濟效應

## 外部連結
- 吳思華／政治大學科技管理研究所所長. . EMBA世界經理文摘.   [2008-07-21]. （原始内容存档于2008-10-09）.